# جبل مونك
جبل مونك (بالإنجليزية: Mönch)‏ هو أحد جبال سلسلة جبال الألب البرنية ويقع في كانتون برن/كانتون فاليز في سويسرا. يحتل المرتبة رقم 17 في قائمة جبال سويسرا من حيث الارتفاع، إذ يبلغ ارتفاعه حوالي 4107 متر، بينما يبلغ ارتفاع نتوء الجبل 584 متر، هذا وقد سجل أول وصول لقمة الجبل عام 1857.

## معرض صور

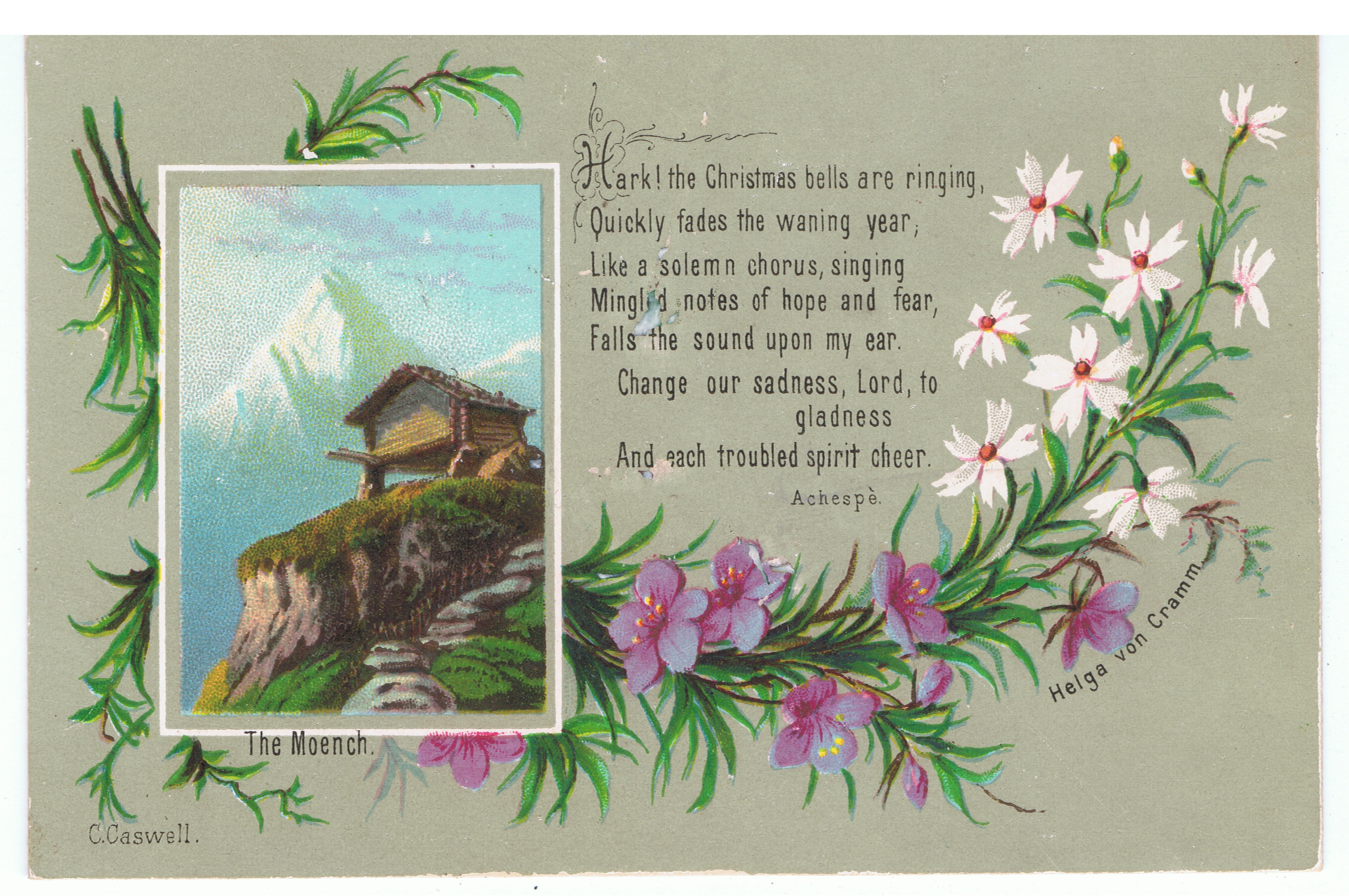
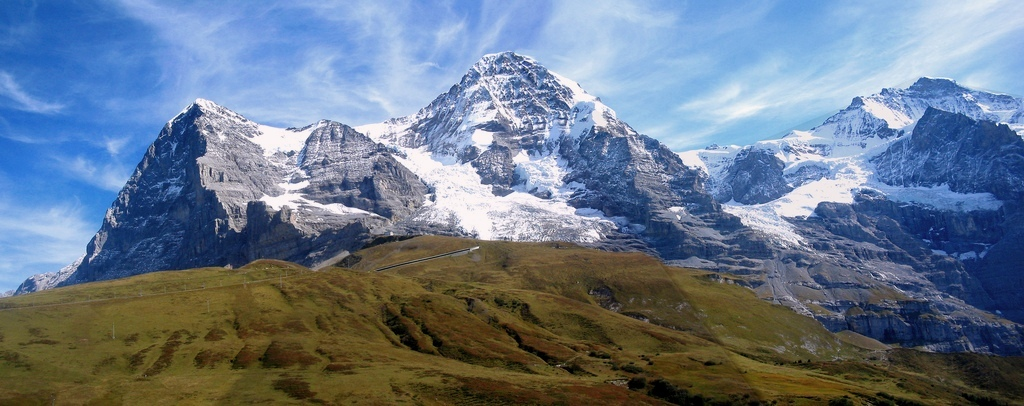
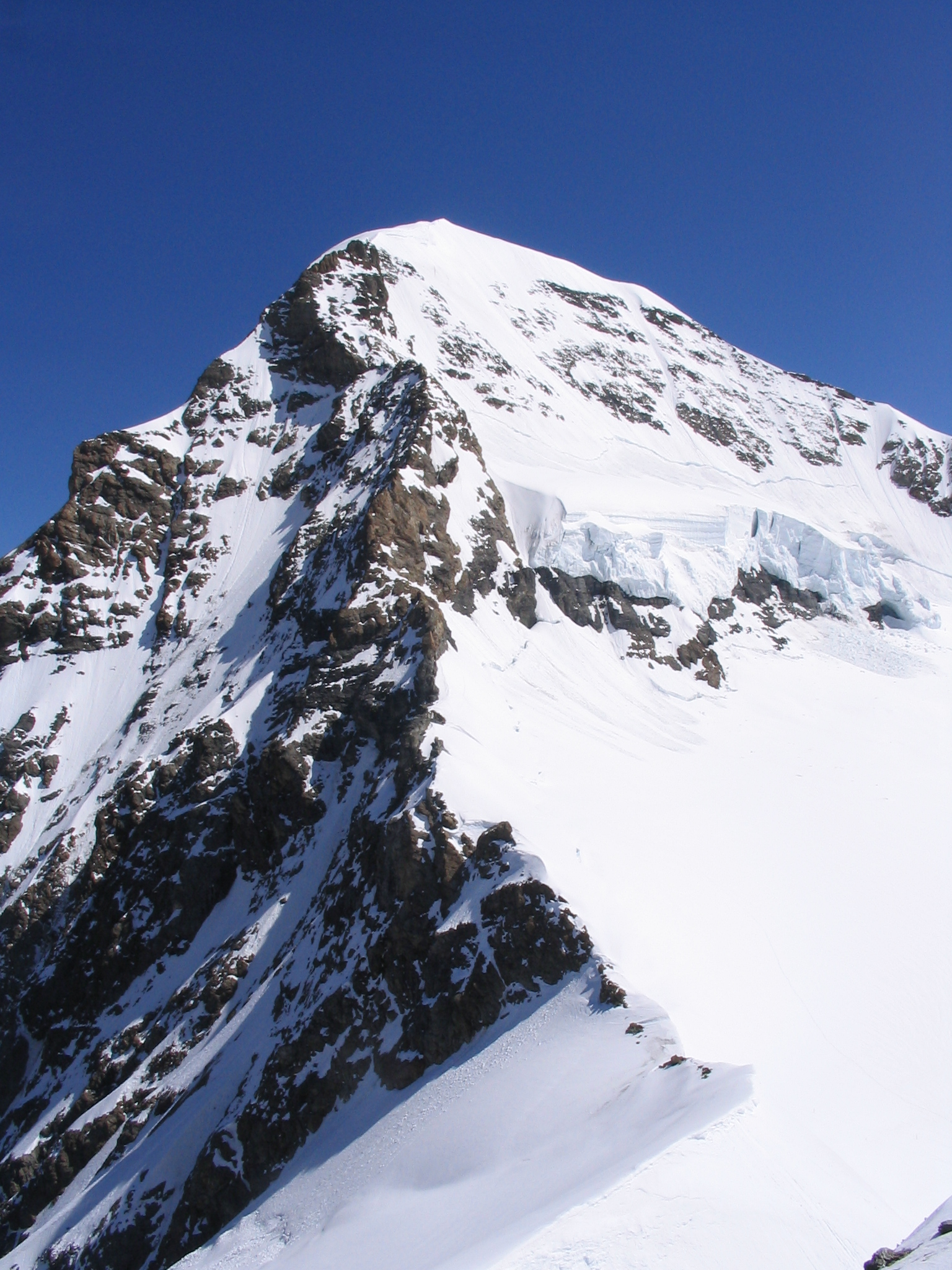